# Lista de prêmios e indicações recebidos por Ariana Grande
Esta é uma lista dos prêmios e indicações recebidos por Ariana Grande, uma cantora, atriz, compositora e apresentadora estadunidense.

## AACTA Awards
A Australian Academy of Cinema and Television Arts Awards, conhecida como AACTA Awards, é apresentada anualmente pela Australian Academy of Cinema and Television Arts (AACTA).
| Ano  | Recipiente | Categoria                | Resultado |
| ---- | ---------- | ------------------------ | --------- |
| 2025 | Wicked     | Melhor Atriz Coadjuvante | Indicado  |

## Academy Awards
O Academy Awards, ou Oscar, é uma cerimônia de premiação anual da Academia de Artes e Ciências Cinematográficas, que presenteia anualmente os profissionais da indústria cinematográfica. É considerado o prêmio mais importante do cinema mundial, com reconhecimento à excelência do trabalho e conquistas na arte da produção cinematográfica. 
| Ano  | Recipiente | Categoria                | Resultado |
| ---- | ---------- | ------------------------ | --------- |
| 2025 | Wicked     | Melhor Atriz Coadjuvante | Indicado  |

## American Music Awards
O American Music Awards (AMA) é um prêmios americano criado em 1973 pelo canal CBS, para competir com o Grammy Awards, criado em 1958, que era exibido pelo canal até 1972, após isso mudou para o ABC.
| Ano  | Recipiente                               | Categoria                         | Resultado |
| ---- | ---------------------------------------- | --------------------------------- | --------- |
| 2013 | Ariana Grande                            | New Artist of the Year            | Venceu    |
| 2015 | Ariana Grande                            | Artist of the Year                | Indicado  |
| 2015 | Ariana Grande                            | Female Artist Favorite Pop/Rock   | Venceu    |
| 2016 | Ariana Grande                            | Artist of the Year                | Venceu    |
| 2018 | Ariana Grande                            | Favorite Social Artist            | Indicado  |
| 2019 | Ariana Grande                            | Artist of the Year                | Indicado  |
| 2019 | Ariana Grande                            | Tour of the Year                  | Indicado  |
| 2019 | Ariana Grande                            | Favorite Social Artist            | Indicado  |
| 2019 | Ariana Grande                            | Favorite Female Artist – Pop/Rock | Indicado  |
| 2019 | Thank U, Next                            | Favorite Album – Pop/Rock         | Indicado  |
| 2019 | 7 Rings                                  | Favorite Music Video              | Indicado  |
| 2020 | Rain on Me (com Lady Gaga)               | Favorite Music Video              | Indicado  |
| 2020 | Rain on Me (com Lady Gaga)               | Collaboration of the Year         | Indicado  |
| 2020 | Ariana Grande                            | Favorite Social Artist            | Indicado  |
| 2021 | Ariana Grande                            | Artist of the Year                | Indicado  |
| 2021 | Ariana Grande                            | Favorite Pop/Rock Female Artist   | Indicado  |
| 2021 | Save Your Tears (Remix) (com The Weeknd) | Favorite Pop Song                 | Indicado  |
| 2021 | Positions                                | Favorite Pop/Rock Album           | Indicado  |
| 2025 | Ariana Grande                            | Artist of the Year                | Indicado  |

## ASCAP Pop Music Awards
O ASCAP Pop Music Award é um prêmio americano criado em 1984 pela ONG ASCAP, nessa cerimônia, vencem as cinco músicas do gênero pop/dance que mais receberam dwonloads pagos da internet a cada ano.
| Ano  | Recipiente            | Categoria                                  | Resultado |
| ---- | --------------------- | ------------------------------------------ | --------- |
| 2015 | Most Performed Songs  | "Bang Bang"                                | Venceu    |
| 2015 | Most Performed Songs  | "Break Free"                               | Venceu    |
| 2015 | Most Performed Songs  | "Problem"                                  | Venceu    |
| 2015 | Publisher of the Year | "Problem"                                  | Venceu    |
| 2016 | Most Performed Songs  | "Love Me Harder"                           | Venceu    |
| 2017 | Winning Songs         | Dangerous Woman                            | Venceu    |
| 2017 | Winning Songs         | "Side to Side"                             | Venceu    |
| 2019 | Winning Songs         | No Tears Left to Cry                       | Venceu    |
| 2019 | Winning Songs         | "God is a Woman"                           | Venceu    |
| 2020 | Winning Songs         | 7 Rings                                    | Venceu    |
| 2020 | Winning Songs         | "Break Up with Your Girlfriend, I'm Bored" | Venceu    |
| 2020 | Winning Songs         | "Breathin"                                 | Venceu    |
| 2020 | Winning Songs         | "Thank U, Next"                            | Venceu    |

## ARIA Music Awards
O ARIA Music Awards é uma premiação musical feita anualmente pela Australian Record Industry Association (ARIA). Criado em 1987, cujo objetivo é premiar somente os melhores artistas australianos.
| Ano  | Recipiente                | Categoria     | Resultado |
| ---- | ------------------------- | ------------- | --------- |
| 2019 | Best International Artist | Ariana Grande | Indicado  |

## Astra Film Awards
O Astra Awards, antigo Hollywood Critics Association Awards, é uma cerimônia anual de premiação organizada pela Hollywood Creative Alliance, que reconhece conquistas na indústria do entretenimento.
| Ano  | Recipiente | Categoria                | Resultado |
| ---- | ---------- | ------------------------ | --------- |
| 2025 | Wicked     | Melhor Atriz Coadjuvante | Venceu    |

## Astra Television Awards
O Astra Awards, antigo Hollywood Critics Association Awards, é uma cerimônia anual de premiação organizada pela Hollywood Creative Alliance, que reconhece conquistas na indústria do entretenimento.
| Ano  | Recipiente | Categoria                                  | Resultado |
| ---- | ---------- | ------------------------------------------ | --------- |
| 2025 | SNL        | Melhor Atriz Convidada em Série de Comédia | Indicado  |

## Atlanta Film Critics Circle
A Atlanta Film Critics Circle é uma premiação local de Atlanta, nos Estados Unidos, que visa uma tentativa de fomentar a comunidade cinematográfica local e angariar espaço para a mídia de Atlanta no cenário local.
| Ano  | Recipiente | Categoria                | Resultado |
| ---- | ---------- | ------------------------ | --------- |
| 2025 | Wicked     | Melhor Atriz Coadjuvante | Venceu    |

## BAFTA
Os Prêmios da Academia Britânica de Cinema, mais conhecido pela abreviatura BAFTA Film Awards, são prêmios atribuídos anualmente pela BAFTA para homenagear as melhores contribuições britânicas e internacionais para as artes cinematográficas. 
| Ano  | Recipiente | Categoria                | Resultado |
| ---- | ---------- | ------------------------ | --------- |
| 2025 | Wicked     | Melhor Atriz Coadjuvante | Indicado  |

## Bambi Awards
O Bambi é uma premiação alemã anual, destinada a premiar os melhores da televisão e música em escala global. Os prêmios são concedidos pela empresa alemã Hubert Burda Media. É equivalente ao Oscar e ao Grammy do continente Europeu.
| Ano  | Recipiente    | Categoria     | Resultado |
| ---- | ------------- | ------------- | --------- |
| 2014 | Ariana Grande | Best Newcomer | Venceu    |

## BBC Radio 1's Teen Awards
A BBC Radio 1 é uma rede britânica de emissoras de rádio pertencente à BBC. Tematicamente está dedicada a música popular e jovem, sendo dirigida especialmente ao público de 16 a 24 anos de idade.
| Ano  | Recipiente    | Categoria                      | Resultado |
| ---- | ------------- | ------------------------------ | --------- |
| 2016 | Ariana Grande | Best Internacional Solo Artist | Indicado  |
| 2017 | Ariana Grande | Best Internacional Solo Artist | Venceu    |
| 2019 | Ariana Grande | Best Internacional Solo Artist | Venceu    |

## BET Awards
O BET Awards é uma premiação que foi criada 2001 pela Black Entertainment Television para premiar artistas afro-americanos da música, atuação, esporte e outras áreas do entretenimento.
| Ano  | Recipiente    | Categoria       | Resultado |
| ---- | ------------- | --------------- | --------- |
| 2014 | Ariana Grande | Best New Artist | Indicado  |

## Billboard Music Awards
Billboard Music Awards, patrocinado pela revista Billboard, é uma cerimónia de entrega de prémios nos Estados Unidos da América, para homenagear artistas da indústria musical.
| Ano  | Recipiente    | Categoria                         | Resultado |
| ---- | ------------- | --------------------------------- | --------- |
| 2014 | Ariana Grande | Top New Artist                    | Indicado  |
| 2015 | Ariana Grande | Top Artist                        | Indicado  |
| 2015 | Ariana Grande | Top Female Artist                 | Indicado  |
| 2015 | Ariana Grande | Top Hot 100 Artist                | Indicado  |
| 2015 | Ariana Grande | Top Social Artist                 | Indicado  |
| 2015 | Ariana Grande | Top Streaming Artist              | Indicado  |
| 2015 | "Break Free"  | Top Dance/Electronic Song         | Indicado  |
| 2016 | Ariana Grande | Top Female Artist                 | Indicado  |
| 2016 | Ariana Grande | Top Social Media Artist           | Indicado  |
| 2017 | Ariana Grande | Top Artist                        | Indicado  |
| 2017 | Ariana Grande | Top Female Artist                 | Indicado  |
| 2017 | Ariana Grande | Top Social Artist                 | Indicado  |
| 2018 | Ariana Grande | Top Social Artist                 | Indicado  |
| 2019 | Ariana Grande | Billboard Chart Achievement Award | Venceu    |
| 2019 | Ariana Grande | Top Artist                        | Indicado  |
| 2019 | Ariana Grande | Top Female Artist                 | Venceu    |
| 2019 | Ariana Grande | Top Billboard 200 Artist          | Indicado  |
| 2019 | Ariana Grande | Top Hot 100 Artist                | Indicado  |
| 2019 | Ariana Grande | Top Song Sales Artist             | Indicado  |
| 2019 | Ariana Grande | Top Streaming Artist              | Indicado  |
| 2019 | Ariana Grande | Top Radio Songs Artist            | Indicado  |
| 2019 | Ariana Grande | Top Social Artist                 | Indicado  |
| 2020 | Ariana Grande | Top Social Artist                 | Indicado  |
| 2020 | Ariana Grande | Top Female Artist                 | Indicado  |
| 2020 | Thank u, Next | Top Billboard 200 Album           | Indicado  |

## Billboard Women in Music Awards
| Ano  | Recipiente    | Categoria         | Resultado |
| ---- | ------------- | ----------------- | --------- |
| 2014 | Ariana Grande | Rising Star       | Venceu    |
| 2018 | Ariana Grande | Woman of the Year | Venceu    |

## Bravo Otto
Bravo Otto é um prêmio alemão que homenageia a excelência de artistas no cinema, na televisão e na música. Fundado em 1957, o prêmio é concedido anualmente, com vencedores selecionados pelos leitores da revista Bravo.

| Ano  | Recipiente                       | Categoria                       | Resultado |
| ---- | -------------------------------- | ------------------------------- | --------- |
| 2013 | Ariana Grande                    | Superstar                       | Indicado  |
| 2013 | Ariana Grande e Jennette McCurdy | Super-BFF's                     | Indicado  |
| 2015 | Ariana Grande                    | Super Female Singer-Bronze Otto | Venceu    |
| 2020 | Ariana Grande                    | Super International Singer      | Venceu    |

## BRIT Awards
O BRIT Awards é prêmio da Inglaterra, criado em 1977 pela "Associação da Indústria Fonográfica Britânica". Ele é o prêmio musical mais importante do país.
| Ano  | Recipiente    | Categoria                        | Resultado |
| ---- | ------------- | -------------------------------- | --------- |
| 2016 | Ariana Grande | International Female Solo Artist | Indicado  |
| 2019 | Ariana Grande | International Female Solo Artist | Venceu    |
| 2020 | Ariana Grande | International Female Solo Artist | Indicado  |

## CelebMix Awards
| Ano  | Recipiente           | Categoria          | Resultado |
| ---- | -------------------- | ------------------ | --------- |
| 2017 | Ariana Grande        | Best Female Artist | Venceu    |
| 2017 | Dangerous Woman Tour | Best Tour          | Venceu    |
| 2018 | Ariana Grande        | Best Female Artist | Venceu    |

## Chicago Film Critics Association
O Chicago Film Critics Association é uma associação de críticos de cinema profissionais, que trabalham na mídia impressa, radiodifusão e on-line, com sede em Chicago, Illinois.
| Ano  | Recipiente | Categoria                | Resultado |
| ---- | ---------- | ------------------------ | --------- |
| 2025 | Wicked     | Melhor Atriz Coadjuvante | Indicado  |

## Clio Awards
É considerado um dos mais famosos prêmios da publicidade internacional. O Clio Awards foi criado em 1959 por Wallace A. Ross, para reconhecer a excelência criativa no campo da propaganda. A partir de 1965, o evento, antes restrito ao mercado norte-americano, começou a avaliar trabalhos internacionais.
| Ano  | Recipiente                                | Categoria                | Resultado |
| ---- | ----------------------------------------- | ------------------------ | --------- |
| 2019 | No Tears Left to Cry                      | Visual Effects           | Venceu    |
| 2019 | No Tears Left to Cry                      | Music Videos             | Venceu    |
| 2019 | Memoji + Ariana Grande                    | 31 seconds to 60 seconds | Venceu    |
| 2019 | Ariana Grande Sweetener Tour x Head Count | Social Good              | Venceu    |
| 2020 | Ice Cream                                 | Music Marketing          | Venceu    |

## Critics' Choice Movie Awards
Os Prêmios Critics' Choice Movie, anteriormente conhecido como Broadcast Film Critics Association Award, são concedidos anualmente desde 1995 pela Broadcast Film Critics Association (BFCA) para honrar as melhores realizações cinematográficas. Cédulas escritas são submetidas a votação durante um período de uma semana e, por conseguinte, os nomeados são anunciados em dezembro; os vencedores escolhidos pela votação subsequente são revelados na cerimônia anual ocorrida em janeiro.
| Ano  | Recipiente                      | Categoria                          | Resultado |
| ---- | ------------------------------- | ---------------------------------- | --------- |
| 2022 | “Just Look Up” de Don't Look Up | Melhor Canção Original             | Indicado  |
| 2025 | Wicked                          | Melhor Elenco                      | Indicado  |
| 2025 | Wicked                          | Melhor Atriz Coadjuvante em Cinema | Indicado  |

## FiFi Awards
FiFi Awards é uma premiação anual da perfumes feita pela pela The Fragrance Foundation em Nova Iorque, EUA. Todas as escolhas são feitas por mais de 1 mil membros da área. E é considerado a principal premiação de perfumes.
| Ano  | Recipiente                     | Categoria                             | Resultado |
| ---- | ------------------------------ | ------------------------------------- | --------- |
| 2017 | Ariana Grande Sweet Like Candy | Fragrance of the Year Women's Popular | Venceu    |
| 2019 | Ariana Grande Cloud            | Fragrance of the Year Women's Popular |           |
| 2019 | Ariana Grande Cloud            | Fragrance of the Year Women's Popular | Venceu    |
| 2020 | Ariana Grande thank u, next    | Best New Media Campaign               | Venceu    |
| 2021 | Ariana Grande R.E.M            | Fragrance of the Year                 | Venceu    |

## GAFFA Awards (Denmark)
O GAFFA Awards (dinamarquês: GAFFA - Prisen) é um evento anual criado em 1991 para distribuir prêmios por realizações musicais.
| Ano  | Recipiente      | Categoria                             | Resultado |
| ---- | --------------- | ------------------------------------- | --------- |
| 2019 | Ariana Grande   | International Solo Artist             | Venceu    |
| 2019 | "Thank U, Next" | International Song of the Year        | Venceu    |
| 2019 | "Sweetener"     | International Album of the Year       | Indicado  |
| 2020 | Ariana Grande   | International Solo Artist of the Year | Indicado  |
| 2021 | Ariana Grande   | International Solo Artist of the Year | Venceu    |
| 2021 | "Positions"     | International Album of the Year       | Indicado  |

## GAFFA Awards (Norway)
| Ano  | Recipiente       | Categoria                      | Resultado |
| ---- | ---------------- | ------------------------------ | --------- |
| 2018 | Ariana Grande    | International Solo Artist      | Venceu    |
| 2018 | "God Is a Woman" | International Song of the Year | Indicado  |

## GAFFA Awards (Sweden)
| Ano  | Recipiente      | Categoria                       | Resultado |
| ---- | --------------- | ------------------------------- | --------- |
| 2019 | Ariana Grande   | International Solo Artist       | Venceu    |
| 2019 | "Sweetener"     | International Album of the Year | Venceu    |
| 2019 | "Thank u, Next" | International Song of the Year  | Venceu    |

## Glamour Awards
O Glamour Awards é uma premiação feita anualmente todo mês de maio pela revista Glamour, no Reino Unido. Foi iniciado em 2003.
| Ano  | Recipiente    | Categoria                          | Resultado |
| ---- | ------------- | ---------------------------------- | --------- |
| 2016 | Ariana Grande | Internacional Musician/Solo Artist | Indicado  |
| 2017 | Ariana Grande | Internacional Music Act            | Indicado  |

## Global Awards
O Global Awards é oferecido pela Global Music e premiada em estações de rádio britânicas como Capital, Capital XTRA, Heart, Classic FM, Smooth, Radio X, LBC e Gold, com as categorias de prêmios refletindo as músicas, artistas, programas e notícias transmitidas.
| Ano  | Recipiente             | Categoria   | Resultado |
| ---- | ---------------------- | ----------- | --------- |
| 2018 | Ariana Grande          | Best Female | Indicado  |
| 2018 | Ariana Grande          | Best Pop    | Indicado  |
| 2019 | Ariana Grande          | Best Female | Indicado  |
| 2019 | "No Tears Left to Cry" | Best Song   | Indicado  |
| 2020 | Ariana Grande          | Best Female | Indicado  |

## Gold Derby Film Awards
Os Prêmios Gold Derby Film Awards é uma cerimônia anual de premiação que tem como foco principal as realizações na televisão e no cinema. A apresentação dos prêmios começou em 2004. Os vencedores são selecionados inteiramente por escrito pelos membros.
| Ano  | Recipiente | Categoria                | Resultado |
| ---- | ---------- | ------------------------ | --------- |
| 2025 | Wicked     | Melhor Elenco            | Venceu    |
| 2025 | Wicked     | Melhor Atriz Coadjuvante | Venceu    |

## Gold Derby Music Awards
Gold Derby é um site americano de previsões de prêmios e notícias de entretenimento, fundado em 2000 por Tom O'Neil. O site começou a distribuir seus próprios prêmios, o Gold Derby Awards, para cinema e televisão em 2003, e para música em 2021.
| Ano  | Recipiente                 | Categoria          | Resultado |
| ---- | -------------------------- | ------------------ | --------- |
| 2021 | Ariana Grande              | Artist of the Year | Indicado  |
| 2021 | Rain on Me (com Lady Gaga) | Song of the Year   | Indicado  |
| 2021 | Rain on Me (com Lady Gaga) | Record of the Year | Indicado  |
| 2021 | Rain on Me (com Lady Gaga) | Best Music Video   | Venceu    |

## Golden Globe Awards
O Globo de Ouro é um prêmio americano concedido pelos 93 membros da Associação de Imprensa Estrangeira de Hollywood, que reconhece a excelência no cinema e na televisão, tanto nacional quanto estrangeira.
| Ano  | Recipiente | Categoria                          | Resultado |
| ---- | ---------- | ---------------------------------- | --------- |
| 2025 | Wicked     | Melhor Atriz Coadjuvante em Cinema | Indicado  |

## Grammy Awards
O Grammy Awards é o maior e mais prestigioso prêmio da indústria musical mundial, presenteado anualmente pela National Academy of Recording Arts and Sciences dos Estados Unidos, honrando conquistas na arte de gravação musical e provendo suporte à comunidade da indústria musical. O prêmio é considerado o Óscar da música.
| Ano  | Recipiente                               | Categoria                      | Resultado |
| ---- | ---------------------------------------- | ------------------------------ | --------- |
| 2015 | My Everything                            | Best Pop Vocal Album           | Indicado  |
| 2015 | "Bang Bang" (com Jessie J e Nicki Minaj) | Best Pop Duo/Group Performance | Indicado  |
| 2017 | "Dangerous Woman"                        | Best Pop Solo Performance      | Indicado  |
| 2017 | Dangerous Woman                          | Best Pop Vocal Album           | Indicado  |
| 2019 | Sweetener                                | Best Pop Vocal Album           | Venceu    |
| 2019 | "God is a woman"                         | Best Pop Solo Performance      | Indicado  |
| 2020 | thank u, next                            | Album of the Year              | Indicado  |
| 2020 | thank u, next                            | Best Pop Vocal Album           | Indicado  |
| 2020 | "7 rings"                                | Record of the Year             | Indicado  |
| 2020 | "7 rings"                                | Best Pop Solo Performance      | Indicado  |
| 2020 | "boyfriend" (com Social House)           | Best Pop Duo/Group Performance | Indicado  |
| 2021 | Rain on Me (com Lady Gaga)               | Best Pop Duo/Group Performance | Venceu    |
| 2022 | Positions                                | Best Pop Vocal Album           | Indicado  |
| 2022 | "positions"                              | Best Pop Solo Performance      | Indicado  |
| 2025 | Eternal Sunshine                         | Best Pop Vocal Album           | Indicado  |
| 2025 | "The Boy Is Mine" (com Brandy e Monica)  | Best Pop Duo/Group Performance | Indicado  |
| 2025 | "Yes, And?"                              | Best Dance Pop Recording       | Indicado  |

## Hito Pop Music Awards
| Ano  | Recipiente                    | Categoria         | Resultado |
| ---- | ----------------------------- | ----------------- | --------- |
| 2019 | Thank u, next                 | Best Western Song | Venceu    |
| 2020 | Break up With your Girlfriend | Best Western Song | Venceu    |

## Hollywood Teen TV Awards
Hollywood Teen TV Awards é uma premiação de música, e televisão americana, que ocorre anualmente, no mês de agosto. Estabelecido em 2010 pelo canal de televisão a cabo Hollywood Teen, em comemoração aos dois anos de sucesso do canal. Inicialmente ele deveria ter sido criado em 2009, mas foi adiado para o ano seguinte, para que se torna-se uma premiação da década de 2010.
| Ano  | Recipiente    | Categoria           | Resultado |
| ---- | ------------- | ------------------- | --------- |
| 2016 | Ariana Grande | Favorite TV Actress | Venceu    |

## iHeartRadio Music Awards
iHeartRadio Music Awards é um show de prêmios de música fundado pela iHeartRadio em 2014 para reconhecer os artistas e músicas mais populares no ano passado como determinado pelos ouvintes da rede. Recompensa a música que foi ouvida durante todo o ano através de estações de rádio de iHeartMedia por todo o país e na plataforma de música digital iHeartRadio.
| Ano                                       | Recipiente                         | Categoria                          | Resultado |
| ----------------------------------------- | ---------------------------------- | ---------------------------------- | --------- |
| 2014                                      | Ariana Grande                      | Best Fan Army                      | Indicado  |
| 2014                                      | Ariana Grande                      | iHeartRadio Young Influencer Award | Venceu    |
| 2014                                      | Ariana Grande                      | Instagram Award                    | Indicado  |
| 2015                                      | Ariana Grande                      | Artist of the Year                 | Indicado  |
| 2015                                      | "Bang Bang"                        | Best Collaboration                 | Venceu    |
| 2015                                      | Ariana Grande                      | Best Fan Army                      | Indicado  |
| 2016                                      | Ariana Grande                      | Best Fan Army                      | Indicado  |
| 2017                                      | Ariana Grande                      | Best Fan Army                      | Indicado  |
| 2017                                      | Ariana Grande                      | Female Artist of the Year          | Indicado  |
| 2017                                      | "How Will I Know"                  | Best Cover Song                    | Indicado  |
| 2017                                      | "Side To Side"                     | Best Music Video                   | Indicado  |
| 2019                                      | Ariana Grande                      | Artista do Ano                     | Venceu    |
| 2019                                      | Ariana Grande                      | Artista Feminina do Ano            | Venceu    |
| 2019                                      | Ariana Grande                      | Pet Mais Fofo                      | Venceu    |
| 2019                                      | Sweetener                          | Álbum Pop do Ano                   | Venceu    |
| 2019                                      | "thank u, next"                    | Best Lyric                         | Indicado  |
| 2019                                      | "thank u, next"                    | Best Music Video                   | Indicado  |
| 2019                                      | "thank u, next"                    | Song That Left Us Shook            | Indicado  |
| "(You Make Me Feel Like) A Natural Woman" | Best Cover Song                    | Indicado                           |           |
| 2020                                      | Ariana Grande                      | Female Artist of the Year          | Indicado  |
| 2020                                      | Ariana Grande                      | Best Fan Army                      | Indicado  |
| 2020                                      | "Good as Hell (Remix)" (com Lizzo) | Best Remix                         | Indicado  |
| 2020                                      | 7 Rings                            | Best Lyrics                        | Indicado  |
| 2020                                      | 7 Rings                            | Best Music Video                   | Indicado  |

## iHeartRadio Titanium Awards
| Ano  | Recipiente           | Categoria     | Resultado |
| ---- | -------------------- | ------------- | --------- |
| 2019 | Breathin             | Winning Songs | Venceu    |
| 2019 | No Tears Left to Cry | Winning Songs | Venceu    |
| 2020 | "Thank U, Next"      | Winning Songs | Venceu    |
| 2020 | "7 Rings"            | Winning Songs | Venceu    |

## Japan Gold Disc Awards
O Japan Gold Disc Award é um grande show de prêmios de música que acontece anualmente no Japão, honrando as vendas de música de acordo com a Recording Industry Association of Japan.
| Ano  | Recipiente        | Categoria                              | Resultado |
| ---- | ----------------- | -------------------------------------- | --------- |
| 2015 | Ariana Grande     | New Artist of the Year (International) | Venceu    |
| 2015 | Ariana Grande     | Best 3 New Artists (International)     | Venceu    |
| 2015 | "My Everything"   | Best 3 Albums (International)          | Venceu    |
| 2017 | Ariana Grande     | Artist of the Year (International)     | Venceu    |
| 2017 | "Dangerous Woman" | Album of the Year (International)      | Venceu    |
| 2017 | "Dangerous Woman" | Best 3 Albums (International)          | Venceu    |
| 2019 | "Sweetener        | Best 3 Albums (International)          | Venceu    |

## Joox Thailand Music Awards
Joox Thailand Music Awards é um prêmio anual de música apresentado pela JOOX Thailand. Os prêmios homenageiam pessoas da indústria de entretenimento tailandesa e suas realizações no campo da música. 
| Ano  | Recipiente   | Categoria                        | Resultado |
| ---- | ------------ | -------------------------------- | --------- |
| 2019 | Ariana Grane | International Artist of the Year | Indicado  |
| 2020 | Ariana Grane | International Artist of the Year | Venceu    |

## Joox Top Music Awards Malaysia
| Ano  | Recipiente     | Categoria                                   | Resultado |
| ---- | -------------- | ------------------------------------------- | --------- |
| 2020 | Ariana Grande  | Top 5 Artist: International (Year End 2020) | Venceu    |
| 2020 | Ariana Grande  | Top 5 Artist of the Year: International     | Venceu    |
| 2020 | "Stuck with U" | Top 5 Hits of the Year: International       | Venceu    |
| 2021 | Ariana Grande  | Top 5 Artist: International (Mid-Year 2021) | Venceu    |

## Juno Awards
O Juno Awards são apresentados anualmente para canadenses artistas musicais e bandas de reconhecer as suas realizações artísticas e técnicas em todos os aspectos da música. Novos membros do Hall da Fama da Música Canadense também são apresentados como parte das cerimônias de premiação.
| Ano  | Recipiente        | Categoria                       | Resultado |
| ---- | ----------------- | ------------------------------- | --------- |
| 2017 | "Dangerous Woman" | International Album of the Year | Indicado  |

## MTV Europe Music Awards
O MTV Europe Music Awards (EMA) é a versão europeia do VMA, criado em 1994.
| Ano  | Recipiente             | Categoria          | Resultado |
| ---- | ---------------------- | ------------------ | --------- |
| 2013 | Ariana Grande          | Artist on the Rise | Indicado  |
| 2014 | Ariana Grande          | Best Female Artist | Venceu    |
| 2014 | Ariana Grande          | Best Pop           | Indicado  |
| 2014 | Ariana Grande          | Biggest Fans       | Indicado  |
| 2014 | Ariana Grande          | Best New Artist    | Indicado  |
| 2014 | Ariana Grande          | Best Push Act      | Indicado  |
| 2014 | "Problem"              | Best Song          | Venceu    |
| 2015 | Ariana Grande          | Best Pop           | Indicado  |
| 2016 | Ariana Grande          | Biggest Fans       | Indicado  |
| 2016 | Ariana Grande          | Best Pop           | Indicado  |
| 2016 | Ariana Grande          | Best US Act        | Venceu    |
| 2017 | Ariana Grande          | Biggest Fans       | Indicado  |
| 2017 | Ariana Grande          | Best Artist        | Indicado  |
| 2018 | Ariana Grande          | Best Artist        | Indicado  |
| 2018 | Ariana Grande          | Best Pop           | Indicado  |
| 2018 | Ariana Grande          | Best US Act        | Indicado  |
| 2018 | "No Tears Left to Cry" | Best Video         | Indicado  |
| 2018 | "No Tears Left to Cry" | Best Song          | Indicado  |
| 2019 | "7 Rings"              | Best Song          | Indicado  |
| 2019 | "thank u, next"        | Best Video         | Indicado  |
| 2019 | Ariana Grande          | Best Artist        | Indicado  |
| 2019 | Ariana Grande          | Best Pop           | Indicado  |
| 2019 | Ariana Grande          | Best Live          | Indicado  |
| 2019 | Ariana Grande          | Biggest Fans       | Indicado  |
| 2019 | Ariana Grande          | Best US Act        | Indicado  |

## MTV Italian Music Awards
O MTV Italian Music Awards são um evento na Itália na MTV em que são celebrados artistas nacionais e internacionais.
| Ano  | Recipiente    | Categoria                 | Resultado |
| ---- | ------------- | ------------------------- | --------- |
| 2015 | Ariana Grande | MTV Awards Star           | Indicado  |
| 2015 | Ariana Grande | Wonder Woman              | Indicado  |
| 2016 | Ariana Grande | Best International Female | Venceu    |
| 2017 | Ariana Grande | Best International Female | Venceu    |

## MTV Millennial Awards
MTV Milênio Awards, também conhecido como MTV miaw é uma premiação criada pela MTV Latinoamerica que recompensa o melhor da geração do milênio, bem como música, filmes e também premia o melhor do mundo digital.
| Ano  | Recipiente      | Categoria                      | Resultado |
| ---- | --------------- | ------------------------------ | --------- |
| 2014 | "Problem"       | International Hit of The Year  | Indicado  |
| 2015 | Ariana Grande   | Global Instagramer of The Year | Venceu    |
| 2015 | "One Last Time" | International Hit of The Year  | Indicado  |
| 2016 | Ariana Grande   | Instagramer Global             | Venceu    |
| 2017 | Ariana Grande   | Global Instagramer             | Indicado  |
| 2019 | Ariana Grande   | Global Instagramer             | Indicado  |
| 2019 | Ariana Grande   | Fandom                         | Indicado  |
| 2019 | Piggy Smallz    | #InstaPets                     | Indicado  |
| 2019 | thank u, next   | Global Hit                     | Indicado  |
| 2020 | Rain on Me      | Global Hit                     | Venceu    |

## MTV Video Music Awards
O MTV Video Music Awards (VMA) é o prêmio mais importante da MTV, criado em 1986 e o terceiro mais importante dos EUA, musicalmente.
| Ano  | Recipiente                                 | Categoria                  | Resultado |
| ---- | ------------------------------------------ | -------------------------- | --------- |
| 2014 | "Problem"                                  | Best Collaboration         | Indicado  |
| 2014 | "Problem"                                  | Best Female Video          | Indicado  |
| 2014 | "Problem"                                  | Best Lyric Video           | Indicado  |
| 2014 | "Problem"                                  | Best Pop Video             | Venceu    |
| 2015 | "Bang Bang"                                | Best Collaboration         | Indicado  |
| 2015 | "Love Me Harder"                           | Best Collaboration         | Indicado  |
| 2016 | "Into You"                                 | Best Female Video          | Indicado  |
| 2016 | "Into You"                                 | Best Pop Video             | Indicado  |
| 2016 | "Into You"                                 | Best Cinematography        | Indicado  |
| 2016 | "Into You"                                 | Best Editing               | Indicado  |
| 2016 | "Let Me Love You"                          | Best Collaboration         | Indicado  |
| 2017 | Ariana Grande                              | Artist Of The Year         | Indicado  |
| 2017 | "Side to Side"                             | Best Choreography          | Indicado  |
| 2018 | Ariana Grande                              | Artist Of The Year         | Indicado  |
| 2018 | "No Tears Left to Cry"                     | Video Of The Year          | Indicado  |
| 2018 | "No Tears Left to Cry"                     | Best Pop                   | Venceu    |
| 2018 | "No Tears Left to Cry"                     | Best Cinematography        | Indicado  |
| 2018 | "No Tears Left to Cry"                     | Best Visual Effects        | Indicado  |
| 2019 | Ariana Grande                              | Artist Of The Year         | Venceu    |
| 2019 | thank u, next                              | Video of the Year          | Indicado  |
| 2019 | thank u, next                              | Song of the Year           | Indicado  |
| 2019 | thank u, next                              | Best Pop Video             | Indicado  |
| 2019 | thank u, next                              | Best Direction             | Indicado  |
| 2019 | thank u, next                              | Best Cinematography        | Indicado  |
| 2019 | 7 Rings                                    | Best Power Anthem          | Indicado  |
| 2019 | 7 Rings                                    | Best Editing               | Indicado  |
| 2019 | 7 Rings                                    | Best Art Direction         | Venceu    |
| 2019 | God Is a Woman                             | Best Visual Effects        | Indicado  |
| 2019 | Rule the World (com 2 Chainz)              | Best Hip Hop               | Indicado  |
| 2019 | Boyfriend (com Social House)               | Song of the Summer         | Venceu    |
| 2020 | "Rain on Me" (com Lady Gaga)               | Video of the Year          | Indicado  |
| 2020 | "Rain on Me" (com Lady Gaga)               | Best Pop                   | Indicado  |
| 2020 | "Rain on Me" (com Lady Gaga)               | Best Visual Effects        | Indicado  |
| 2020 | "Rain on Me" (com Lady Gaga)               | Best Choreography          | Indicado  |
| 2020 | "Rain on Me" (com Lady Gaga)               | Song of the Year           | Venceu    |
| 2020 | "Rain on Me" (com Lady Gaga)               | Best Cinematography        | Venceu    |
| 2020 | "Rain on Me" (com Lady Gaga)               | Best Collaboration         | Venceu    |
| 2020 | "Stuck with U" (com Justin Bieber)         | Best Collaboration         | Indicado  |
| 2020 | "Stuck with U" (com Justin Bieber)         | Best Music Video From Home | Venceu    |
| 2021 | Ariana Grande                              | Artist Of The Year         | Indicado  |
| 2021 | "Positions"                                | Best Pop Video             | Indicado  |
| 2021 | "34+35"                                    | Best Choreography          | Indicado  |
| 2024 | Ariana Grande                              | Artist Of The Year         | Indicado  |
| 2024 | "We Can't Be Friends (Wait for Your Love)" | Video Of The Year          | Indicado  |
| 2024 | "We Can't Be Friends (Wait for Your Love)" | Best Direction             | Indicado  |
| 2024 | "We Can't Be Friends (Wait for Your Love)" | Best Cinematography        | Venceu    |
| 2024 | "We Can't Be Friends (Wait for Your Love)" | Best Visual Effects        | Indicado  |
| 2024 | "We Can't Be Friends (Wait for Your Love)" | Song of the Summer         | Indicado  |
| 2024 | The Boy is Mine                            | Best Visual Effects        | Indicado  |
| 2025 | Ariana Grande                              | Best Pop Artist            | Pendente  |
| 2025 | "Brighter Days Ahead"                      | Video Of The Year          | Pendente  |
| 2025 | "Brighter Days Ahead"                      | Best Pop                   | Pendente  |
| 2025 | "Brighter Days Ahead"                      | Best Long Form Video       | Pendente  |
| 2025 | "Brighter Days Ahead"                      | Best Direction             | Pendente  |
| 2025 | "Brighter Days Ahead"                      | Best Cinematography        | Pendente  |
| 2025 | "Brighter Days Ahead"                      | Best Visual Effects        | Pendente  |

## MTV Video Music Awards Japan
O MTV Video Music Awards Japão é a versão japonesa do MTV Video Music Awards.
| Ano  | Recipiente             | Categoria                         | Resultado |
| ---- | ---------------------- | --------------------------------- | --------- |
| 2014 | "Baby I"               | Best New Artist Video             | Venceu    |
| 2015 | "Problem"              | Best Female Video                 | Venceu    |
| 2016 | "Into You"             | Best Female Video                 | Venceu    |
| 2016 | "Into You"             | Best Pop Video                    | Indicado  |
| 2018 | "No Tears Left to Cry" | Best Female Video - International | Venceu    |

## MTV Video Play Awards
| Ano  | Recipiente             | Categoria      | Resultado |
| ---- | ---------------------- | -------------- | --------- |
| 2018 | "No Tears Left to Cry" | Winning Videos | Venceu    |
| 2019 | "Thank U, Next"        | Winning Videos | Venceu    |
| 2019 | "7 Rings"              | Winning Videos | Venceu    |
| 2020 | "Rain on Me"           | Winning Videos | Venceu    |

## Much Music Video Awards
MuchMusic Video Awards ou MMVA é uma das principais premiações do Canadá, realizado anualmente pelo canal MuchMusic.
| Ano  | Recipiente           | Categoria                                    | Resultado |
| ---- | -------------------- | -------------------------------------------- | --------- |
| 2015 | Ariana Grande        | Best International Artist                    | Indicado  |
| 2016 | Ariana Grande        | iHeartRadio International Artist of the Year | Indicado  |
| 2018 | No Tears Left to Cry | Video of the Year                            | Indicado  |
| 2018 | No Tears Left to Cry | Fan Fave Single                              | Indicado  |

## NAACP Image Awards
NAACP Image Awards é uma premiação concedida anualmente, desde 1970, pela National Association for the Advancement of Colored People (NAACP, em português: Associação Nacional para o Progresso de Pessoas de Cor) para os afro-americanos mais influentes do cinema, televisão e música do ano.
| Ano  | Recipiente    | Categoria              | Resultado |
| ---- | ------------- | ---------------------- | --------- |
| 2014 | Ariana Grande | Outstanding New Artist | Indicado  |

## National Board of Review
O National Board of Review foi fundado em 1909 em Nova Iorque. Entre 1916 e 1950 serviu como órgão de censura e regulação do conteúdo dos filmes. Desde 1932 até os dias de hoje entrega seus conceituados prêmios à indústria cinematográfica estadunidense.
| Ano  | Recipiente    | Categoria        | Resultado |
| ---- | ------------- | ---------------- | --------- |
| 2025 | Ariana Grande | Prêmio Spotlight | Venceu    |

## National Youth Theatre Association Awards
| Ano  | Recipiente    | Categoria    | Resultado |
| ---- | ------------- | ------------ | --------- |
| 2013 | Ariana Grande | Best actress | Venceu    |

## National Association of Recording Merchandisers
| Ano                      | Recipiente    | Categoria          | Resultado |
| ------------------------ | ------------- | ------------------ | --------- |
| 2014 Best singer of time | Ariana Grande | Artist of the Year | Venceu    |

## Neox Fan Awards
O Neox Fan Awards foi apresentado anualmente entre 2012 e 2015 pelo grupo de mídia espanhol Atresmedia em associação com The Coca-Cola Company, sendo Fanta o principal patrocinador dos prêmios. O objectivo era criar prêmios dedicados ao público adolescente em um estilo semelhante ao dos MTV Video Music Awards ou Fox's Teen Choice Awards.
| Ano  | Recipiente    | Categoria                | Resultado |
| ---- | ------------- | ------------------------ | --------- |
| 2014 | Ariana Grande | Best New Act of the Year | Indicado  |

## New Music Awards
| Ano  | Recipiente                | Categoria                             | Resultado |
| ---- | ------------------------- | ------------------------------------- | --------- |
| 2015 | Ariana Grande             | Top40 Female Artist of the Year       | Venceu    |
| 2015 | Ariana Grande             | Top40 Breakthrough Artist of the Year | Venceu    |
| 2019 | Ariana Grande             | AC Female Artist of the Year          | Venceu    |
| 2021 | Ariana Grande & Lady Gaga | TOP40/CHR Group of the Year           | Venceu    |

## NME Awards
Os NME Awards são atribuídos pela revista britânica NME aos grupos que mais se destacaram no ano, ou que contribuíram decisivamente para a música ao longo da sua carreira.
| Ano  | Recipiente          | Categoria                | Resultado |
| ---- | ------------------- | ------------------------ | --------- |
| 2018 | Ariana Grande       | Hero of Year             | Venceu    |
| 2018 | One love Manchester | Music Moment of the Year | Venceu    |

## Kids' Choice Awards
O Kids' Choice Awards (acrônimo KCA) é uma premiação do cinema, televisão, e música americana criado em 1988 pelo canal de TV a cabo Nickelodeon. Atualmente é a maior prêmiação infantil do planeta.
| Ano  | Recipiente                         | Categoria                    | Resultado |
| ---- | ---------------------------------- | ---------------------------- | --------- |
| 2014 | "Sam & Cat"                        | Atriz Favorita               | Venceu    |
| 2014 | "Sam & Cat"                        | Programa de TV Favorito      | Venceu    |
| 2015 | Ariana Grande                      | Artista Feminina Favorita    | Indicado  |
| 2015 | "Bang Bang"                        | Melhor Música                | Venceu    |
| 2015 | "Problem"                          | Melhor Música                | Indicado  |
| 2016 | Ariana Grande                      | Artista Feminina Favorita    | Venceu    |
| 2019 | "thank, u next"                    | Melhor Música                | Venceu    |
| 2019 | Ariana Grande                      | Artista Feminina Favorita    | Venceu    |
| 2020 | "7 Rings"                          | Música do Ano                | Indicado  |
| 2020 | Ariana Grande                      | Artista Feminina Favorita    | Venceu    |
| 2021 | Ariana Grande                      | Artista Feminina Favorita    | Venceu    |
| 2021 | "Rain on Me" (com Lady Gaga)       | Favorite Music Collaboration | Indicado  |
| 2021 | "Stuck with U" (com Justin Bieber) | Favorite Music Collaboration | Venceu    |

## NRJ Music Awards
Os NRJ Music Awards foram criados em 2000 pela emissora de rádio francesa NRJ e pela rede de televisão TF1.
| Ano  | Recipiente    | Categoria                              | Resultado |
| ---- | ------------- | -------------------------------------- | --------- |
| 2014 | Ariana Grande | International Breakthrough of the Year | Venceu    |
| 2014 | "Problem"     | International Song of The Year         | Indicado  |
| 2015 | Ariana Grande | International Female Artist            | Indicado  |
| 2018 | Ariana Grande | International Female Artist            | Venceu    |
| 2019 | Ariana Grande | International Female Artist            | Venceu    |
| 2020 | "Rain on Me"  | Collaboration of the year              | Venceu    |

## People's Choice Awards
People's Choice Awards é uma premiação que reconhece as pessoas, músicas e séries da cultura popular. Foi criada pelo produtor Bob Stivers e é exibida desde 1975 pela CBS. A premiação é atualmente produzida pela empresa de higiene Procter & Gamble e decidida por votação online.
| Ano  | Recipiente        | Categoria                | Resultado |
| ---- | ----------------- | ------------------------ | --------- |
| 2014 | Ariana Grande     | Favorite Breakout Artist | Venceu    |
| 2015 | "My Everything"   | Favorite Album           | Venceu    |
| 2015 | "Bang Bang"       | Favorite Song            | Venceu    |
| 2017 | Ariana Grande     | Favorite Female Artist   | Indicado  |
| 2017 | Ariana Grande     | Favorite Pop Artist      | Venceu    |
| 2017 | "Dangerous Woman" | Favorite Album           | Indicado  |
| 2020 | Ariana Grande     | Favorite Female Artist   | Venceu    |
| 2020 | Ariana Grande     | Social Artist            | Venceu    |

## Premios 40 Principales
Premios Los 40 Principales são os prêmios anualmente concedidos à personalidades da música pela rádio espanhola Los 40 Principales.
| Ano  | Recipiente    | Categoria                     | Resultado |
| ---- | ------------- | ----------------------------- | --------- |
| 2014 | Ariana Grande | Best International New Artist | Indicado  |

## Queerty Awards
| Ano  | Recipiente | Categoria | Resultado |
| ---- | ---------- | --------- | --------- |
| 2021 | Rain on Me | Anthem    | Venceu    |

## Radio Disney Music Awards
O Radio Disney Music Awards (RDMA) é um show anual de prêmios que é operado e governado pela Rádio Disney, uma rede de rádio americana. A partir de 2013, a cerimônia começou a ser televisionada na Disney Channel.
| Ano  | Recipiente               | Categoria                   | Resultado |
| ---- | ------------------------ | --------------------------- | --------- |
| 2014 | Ariana Grande            | Chart Topper Award          | Venceu    |
| 2014 | Ariana Grande            | Artista Nova                | Indicado  |
| 2014 | Ariana Grande            | Cantora Mais Falada         | Indicado  |
| 2014 | "Popular song"(ft. MIKA) | Best Collaboration          | Indicado  |
| 2015 | Ariana Grande            | Best Female Artist          | Venceu    |
| 2015 | Ariana Grande            | Artista Com o Melhor Estilo | Indicado  |
| 2015 | Ariana Grande            | Cantora Mais Falada         | Venceu    |
| 2015 | "Problem"                | Música do Ano               | Venceu    |
| 2016 | "Focus"                  | Melhor Música pra Dançar    | Venceu    |
| 2017 | Ariana Grande            | Best Female Artist          | Venceu    |
| 2017 | "Beauty and the Beast"   | Best Collaboration          | Indicado  |

## RTHK Top 10 Gold Songs Awards
| Ano  | Recipiente                      | Categoria                       | Resultado |
| ---- | ------------------------------- | ------------------------------- | --------- |
| 2019 | Top 10 International Gold Songs | "Thank u, next"                 | Venceu    |
| 2019 | Top 10 International Gold Songs | "7 rings"                       | Venceu    |
| 2019 | Thank u, next                   | Top Best Selling Album          | Venceu    |
| 2019 | Ariana Grande                   | Top Female Artist               | Venceu    |
| 2020 | Ariana Grande                   | Top Female Artist               | Venceu    |
| 2020 | Boyfriend                       | Top 10 International Gold Songs | Venceu    |
| 2021 | "Rain on Me"                    | Top 10 International Gold Songs | Venceu    |

## SAG Awards
Os Prémios ou Prêmios Screen Actors Guild (no original, em inglês: Screen Actors Guild Awards, também conhecidos como SAG Awards ou simplesmente The Actor) são prêmios anuais promovidos pela Screen Actors Guild‐American Federation of Television and Radio Artists (SAG-AFTRA) com intuito de reconhecer desempenhos excepcionais no cinema e na televisão.
| Ano  | Recipiente    | Categoria                | Resultado |
| ---- | ------------- | ------------------------ | --------- |
| 2022 | Don't Look Up | Melhor Elenco em Cinema  | Indicado  |
| 2025 | Wicked        | Melhor Elenco em Cinema  | Indicado  |
| 2025 | Wicked        | Melhor Atriz Coadjuvante | Indicado  |

## Satellite Awards
Os Prêmios Satellite são prêmios entregues anualmente pela International Press Academy para honrar as melhores realizações da indústria cinematográfica e televisiva.
| Ano  | Recipiente | Categoria                | Resultado |
| ---- | ---------- | ------------------------ | --------- |
| 2025 | Wicked     | Melhor Atriz Coadjuvante | Venceu    |

## Shorty Awards
Os Shorty Awards, também conhecido como Shorties, é um evento anual de premiação que homenageia os melhores criadores de conteúdo em forma de curtas no micro-blogging Twitter e nas redes sociais.
| Ano  | Recipiente    | Categoria               | Resultado |
| ---- | ------------- | ----------------------- | --------- |
| 2019 | Ariana Grande | Storyteller of the Year | Venceu    |

## Space Shower Awards
Space Shower Music Awards (antigo nome: SPACE SHOWER Music Video Awards, abreviatura de SPACE SHOWER MVA) é um conjunto anual de prêmios de música patrocinado pela TV japonesa Space Shower. Os prêmios são concedidos desde 1996.
| Ano  | Recipiente    | Categoria                 | Resultado |
| ---- | ------------- | ------------------------- | --------- |
| 2019 | Ariana Grande | BEST INTERNATIONAL ARTIST | Venceu    |

## Streamy Awards
Streamy Awards, conhecido popularmente por Streamys, é uma premiação anual voltado para as melhores produções original de vídeo online. O evento criado pela associação independent International Academy of Web Television tem cerimônia solene realizada em Los Angeles, Califórnia, no qual os prêmios são apresentados.
| Ano  | Recipiente                   | Categoria  | Resultado |
| ---- | ---------------------------- | ---------- | --------- |
| 2017 | "Somewhere Over The Rainbow" | Cover Song | Venceu    |

## Teen Choice Awards
O Teen Choice Awards é um show anual de prêmios que vai ao ar na rede de televisão Fox. Os prêmios homenageiam as maiores conquistas do ano em música, cinema, esportes, televisão, moda e muito mais, votados pelos telespectadores de 11 a 20 anos.
| Ano  | Recipiente           | Categoria                          | Resultado |
| ---- | -------------------- | ---------------------------------- | --------- |
| 2014 | Ariana Grande        | Artista Feminina                   | Venceu    |
| 2014 | "Problem"            | Choice Song: Female Artist         | Venceu    |
| 2015 | Ariana Grande        | Choice Female Artist               | Indicado  |
| 2015 | Ariana Grande        | Choice Summer Music Artist: Female | Indicado  |
| 2015 | Ariana Grande        | Instagram do Ano                   | Venceu    |
| 2015 | "One Last Time"      | Choice Song: Female Artist         | Venceu    |
| 2015 | "Bang Bang"          | Choice Song: Female Artist         | Indicado  |
| 2015 | The Honeymoon Tour   | Choice Summer Tour                 | Indicado  |
| 2016 | Ariana Grande        | Choice Music: Female Artist        | Indicado  |
| 2016 | Ariana Grande        | Melhor Selfie                      | Venceu    |
| 2016 | "Dangerous Woman"    | Choice Song: Female                | Venceu    |
| 2016 | "Into You"           | Choice Love Song                   | Indicado  |
| 2017 | Ariana Grande        | Choice Music: Female Artist        | Venceu    |
| 2017 | Ariana Grande        | Choice Changemaker                 | Venceu    |
| 2017 | Ariana Grande        | Melhor Snapchat                    | Venceu    |
| 2017 | Dangerous Woman Tour | Best Tour                          | Venceu    |
| 2018 | Ariana Grande        | Melhor Snapchat                    | Venceu    |
| 2019 | Ariana Grande        | Choice Female Artist               | Indicado  |
| 2019 | "7 Rings"            | Choice Song:Female Artist          | Indicado  |
| 2019 | "Thank u,Next"       | Choice Pop Song                    | Venceu    |

## Telehit Awards
Telehit Awards, é uma premiação anual do canal mexicano de música Telehit.
| Ano  | Recipiente              | Categoria                     | Resultado |
| ---- | ----------------------- | ----------------------------- | --------- |
| 2015 | "Break Free (Feat.Zedd) | Most Popular Vídeo in Telehit | Indicado  |
| 2015 | Ariana Grande           | Female Soloist of The Year    | Indicado  |
| 2016 | "Focus"                 | Video English Newtwork Order  | Indicado  |

## Ticketmaster Awards
| Ano  | Recipiente           | Categoria         | Resultado |
| ---- | -------------------- | ----------------- | --------- |
| 2020 | Sweetener World Tour | Touring Milestone | Venceu    |

## UMI Yearlies
| Ano  | Recipiente  | Categoria                 | Resultado |
| ---- | ----------- | ------------------------- | --------- |
| 2021 | "Positions" | Trending Song of The Year | Venceu    |

## Victoria's secret what is sexy award
| Ano  | Recipiente    | Categoria          | Resultado |
| ---- | ------------- | ------------------ | --------- |
| 2015 | Ariana Grande | Sexiest Songstress | Venceu    |

## WQP Awards
| Ano  | Recipiente | Categoria          | Resultado |
| ---- | ---------- | ------------------ | --------- |
| 2021 | Rain on Me | Melhor Colaboração | Venceu    |

## Young Hollywood Awards
O Young Hollywood Awards é uma premiação importante concedida anualmente, que homenageia as maiores realizações do ano na música, cinema, esporte, televisão, moda e outros, com votação dos adolescentes e adultos jovens entre 13 a 19 anos.
| Ano  | Recipiente   | Categoria                    | Resultado |
| ---- | ------------ | ---------------------------- | --------- |
| 2014 | Arina Grande | Hottest Music Artist         | Indicado  |
| 2014 | Arina Grande | Best Social Media Superstar  | Indicado  |
| 2014 | "Problem"    | Song of the Summer/DJ Replay | Indicado  |

## YouTube Music Awards
O YouTube Music Awards (abreviado como YTMA) é uma premiação apresentada pelo YouTube para homenagear os melhores vídeos musicais.
| Ano  | Recipiente    | Categoria           | Resultado |
| ---- | ------------- | ------------------- | --------- |
| 2015 | Ariana Grande | 50 artists to watch | Venceu    |

## Prêmios por ano

### 2013
- 1 National Youth Theatre Association Awards
- 1 American Music Awards
- 1 Vevo

'Total: 3

### 2014
- 1 Bambi Awards
- 2 Teen Choice Awards
- 1 Billboard Women in Music Awards
- 1 iHeartRadio Music Awards
- 2 MTV Europe Music Awards
- 1 MTV Video Music Awards
- 1 MTV Video Music Awards Japan
- 1 National Association of Recording Merchandisers
- 1 Kids' Choice Awards
- 1 NRJ Music Awards
- 1 People's Choice Awards
- 1 Radio Disney Music Awards
- 2 Teen Choice Awards
- 2 Uk Charts
- 1 ARIA Charts
- 3 bigtop40
- 3 VEVO

Total: 25

### 2015
- 1 Kids' Choice Awards
- 2 Teen Choice Awards
- 1 American Music Awards
- 3 ASCAP Pop Music Awards
- 1 Bravo Otto
- 1 iHeartRadio Music Awards
- 3 Japan Gold Disc Awards
- 1 MTV Millennial Awards
- 1 MTV Video Music Awards Japan
- 2 New Music Awards
- 3 Radio Disney Music Awards
- 1 Victoria's secret what is sexy award
- 1 YouTube Music Awards
- 6 Vevo

Totais: 28

### 2016
- 1 Kids' Choice Awards
- 2 Teen Choice Awards
- 1 ASCAP Pop Music Awards
- 1 American Music Awards
- 1 MTV Europe Music Awards
- 1 MTV Italian Music Awards
- 1 MTV Millennial Awards
- 1 MTV Video Music Awards Japan
- 1 Radio Disney Music Awards
- 1 Hollywood Teen TV Awards
- 1 Uk Chart
- 1 ARIA Charts
- 5 Vevo

Total: 18

### 2017
- 2 ASCAP Pop Music Awards
- 1 BBC Radio 1's Teen Awards
- 2 CelebMix Awards
- 1 FiFi Awards
- 3 Japan Gold Disc Awards
- 1 MTV Italian Music Awards
- 1 Radio Disney Music Awards
- 1 Streamy Awards
- 4 Teen Choice Awards
- 3 Vevo

Total: 19

### 2018
- 1 Billboard Women in Music Awards
- 1 CelebMix Awards
- 1 GAFFA Awards
- 1 iHeartRadio Music Awards
- 1 MTV Video Music Awards
- 1 MTV Video Music Awards Japan
- 1 MTV Video Play Awards
- 2 NME Awards
- 1 NRJ Music Awards
- 1 Teen Choice Awards
- 1 Bigtop40
- 1 UkChart
- 3 ARIA
- 1 vevo

Total: 17

### 2019
- 2 ASCAP Pop Music Awards
- 1 BBC Radio 1's Teen Awards
- 2 Billboard Music Awards
- 1 BRIT Awards
- 4 Clio Awards
- 1 FiFi Awards
- 5 GAFFA Awards
- 1 Grammy Awards
- 2 iHeartRadio Music Awards
- 2 iHeartRadio Titanium Awards
- 2Japan Gold Disc Awards
- 3 MTV Video Music Awards
- 2 MTV Video Play Awards
- 1 New Music Awards
- 2 Kids' Choice Awards
- 1 NRJ Music Awards
- 4 RTHK Top 10 Gold Songs Awards
- 1 Shorty Awards
- 1 Space Shower Awards
- 1 Teen Choice Awards
- 3 UKChart
- 2 ARIA Charts
- 1 Hito Pop
- 1 WW Radio Summit Awards

Total: 47

### 2020
- 4 ASCAP Pop Music Awards
- 1 Bravo Otto
- 1 Clio Awards
- 1 FiFi Awards
- 2 iHeartRadio Titanium Awards
- 1 Joox Thailand Music Awards
- 3 Joox Top Music Awards Malaysia
- 1 MTV Millennial Awards
- 4 MTV Video Music Awards
- 1 MTV Video Play Awards
- 1 Kids' Choice Awards
- 1 NRJ Music Awards
- 2 People's Choice Awards
- 2 RTHK Top 10 Gold Songs Awards
- 1 Ticketmaster Awards
- 1 Hito pop
- 4 UKChart
- 1 ARIA CHART
- 1Bigtop40
- Total: 33

#### 2021
- 1 FiFi Awards
- 1 GAFFA Awards
- 1 Gold Derby Music Awards
- 1 Grammy Awards
- 1 New Music Awards
- 2 Kids' Choice Awards
- 1 Queerty Awards
- 1 RTHK Top 10 Gold Songs Awards
- 1 UMI Yearlies
- 1 WQP Awards
- 1 UK Specialist Awards
- 22 Guiness Book

Total: 34
Total: 242 (8 anos de Carreira)